# لیبتشانی
لیبتشانی (به چکی: Libčany) یک منطقهٔ مسکونی در جمهوری چک است که در ناحیه هرادتس کرالووه واقع شده‌است. لیبتشانی ۸۴۲ نفر جمعیت دارد.